# Diodora harrassowitzi
Diodora harrassowitzi är en snäckart som beskrevs av Von Ihering 1927. Diodora harrassowitzi ingår i släktet Diodora och familjen nyckelhålssnäckor. Inga underarter finns listade i Catalogue of Life.